# Lipa (powiat Stalowowolski)
Lipa is een dorp in het Poolse woiwodschap Subkarpaten, in het district Stalowowolski. De plaats maakt deel uit van de gemeente Zaklików.

## Verkeer en vervoer
- Station Lipa